# 鐵達尼號紀念像
泰坦尼克号纪念像（英語：Titanic Memorial）是位于美国华盛顿哥伦比亚特区西南区的一座花岗岩雕像，以纪念那些在泰坦尼克号沉没事故中将逃生机会留给女人与孩子而最终罹难的男士。主体部分高13英尺，部分身着男性服饰，双臂张开，立于正方形基座上。
纪念像坐落于第四街与P街，临近萊斯利·麥克奈爾堡。它由格特魯德·範德比爾特·惠特尼设计与，并由约翰·霍里根雕刻。所用的红色花岗岩来自于罗得岛州韦斯特利。1931年5月26日，威廉·霍华德·塔夫脱之遗孀海伦·赫伦·塔夫脱为雕像正式剪彩。
纪念像最初建于新罕布什尔大道岩溪公園内。1966年，为给约翰·肯尼迪表演艺术中心腾出空间，雕像遭到拆除。1968年，雕像于现址重新竖立，但并未举行任何仪式。

## 铭文

### 正面
| TO THE BRAVE MEN WHO PERISHED IN THE WRECK OF THE TITANIC APRIL 15 1912 THEY GAVE THEIR LIVES THAT WOMEN AND CHILDREN MIGHT BE SAVED ERECTED BY THE WOMEN OF AMERICA | 致勇敢的男士 他们在1912年4月15日 死于 泰坦尼克号的 残骸之中 他们献出自己的生命 以尽可能拯救 那些妇女 和孩子们 美利坚合众国之妇女 竖立此像 |

### 背面
| TO THE YOUNG AND THE OLD THE RICH AND THE POOR THE IGNORANT AND THE LEARNED ALL WHO GAVE THEIR LIVES NOBLY TO SAVE WOMEN AND CHILDREN | 致年轻人与老人 富人与穷人 无知者与学者 所有 无私奉献出生命的人 致那些拯救妇女与儿童的人 |